# Allium jaegeri
Allium jaegeri — вид трав'янистих рослин родини амарилісові (Amaryllidaceae), ендемік Ірану.

## Опис
Цибулини яйцеподібні до субкулястих, ≈ 1 см в діаметрі, довжиною 1–1.2 см, оболонки перетинчасті, темно-сірувато-коричневі. Стеблина майже пряма, дещо вигнута або висхідна, гладка, циліндрична, 15–20 см завдовжки, діаметром 1.5–2(3) мм, на приблизно 7/8 вкрита голими, листовими піхвами. Листків 2–3(4), ± циліндричні, злегка вигнуті, завдовжки 5–15 см, посередині товщиною 3–4 мм, яскраво зелені, поступово звужуються до гострого кінчика. Суцвіття нещільне, кілька (не більше 20) квіток, діаметром 3–4 см. Квітки зірчасті. Листочки оцвітини зеленувато-жовтий з широкою коричневою рум'яною серединною смугою і вузькою зеленувато-коричневою серединною жилкою, ≈ 3 мм завдовжки, зовнішні — трикутно-ланцетоподібної форми, ≈ 1 мм завширшки, внутрішні — довго-яйцеподібні, шириною 1.5 мм. Пиляки яйцеподібні, жовті, 1 мм завдовжки. Пилок сірчано-жовтий.

## Поширення
Ендемік Ірану.
Населяє суху трав'янисту вершину пагорба.